# خانقاه مظفریه

خانقاه مظفریه پیش از تغییرات

کتیبۀ سردر ورودی خانقاه مظفریه

خانقاه مظفریه یا خانقاه مظفرعلیشاه یک خانقاه متعلق به سلسله نعمت‌اللهی است که در شهر کرمانشاه و در خیابان شباب این شهر قرار دارد. این خانقاه بر روی مقبرۀ مظفرعلیشاه کرمانی، تیمور بانیارانی و سید صالح ماهیدشتی در محل گورستان قدیمی شهر کرمانشاه، در مسیر یکی از دروازه‌های قدیمی شهر کرمانشاه که دروازه اصفهان نامیده می‌شده ساخته شده‌است. در حال حاضر این خانقاه در ورودی مسجد امیرالمؤمنین قرار گرفته است.

## تاریخچه
مظفرعلیشاه کرمانی از بزرگان طریقت نعمت‌اللهی بود که به دستور آقا محمدعلی بهبهانی در سال ۱۲۱۵ قمری (۱۸۰۰ میلادی) در کرمانشاه مسموم و کشته شد. او در آن زمان در گورستان کرمانشاه واقع در دروازه اصفهانِ این شهر به خاک سپرده شد. پس از مدتی تیمور بانیارانی از بزرگان یارسان و یاران سیدبراکه گوران، و همچنین سید صالح ماهیدشتی (حیرانعلی‌شاه) از بزرگان نعمت‌اللهی نیز در کنار او به خاک سپرده شدند. پس از چندی خاندان حاجی‌زادگان کلهر که از مریدان طریقت نعمت‌اللهی بودند مقبره‌ای بر روی قبر وی ساختند. در مقدمۀ کنزالعرفان دیوان اشعار سید صالح ماهیدشتی بنای این مقبره به محمد حسن‌خان حیرانی (صارم‌السلطنه) نسبت داده شده که مشخص نیست منظور نویسنده ساخت بنا بوده و یا تجدید بنا،‌ مرمت کلی و توسعۀ‌ محدثات آن.
در سال ۱۳۴۶ پیر طریقت سلسلۀ نعمت‌الهی جواد نوربخش اقدام به مرمت این مقبره کرد که ساخت ساختمان‌های جدید در کنار آن منجر به توسعۀ مقبره شد. در همان زمان نسبت به وقف خانقاه اقدام شد که سند آن به توليت جواد نوربخش به پلاک ثبتی ۳۷۸ اصلی صادر گرديد.
در سال‌های بعد مسجد امیرالمؤمنین احداث گردید و خانقاه مظفرعلیشاه و مقابر آن در ورودی این مسجد قرار گرفت.